# Gateway (informatica)
Un gateway (dall'inglese cancello, passaggio), in informatica e telecomunicazioni e in particolare nelle reti informatiche, è un dispositivo di rete che collega due reti informatiche di tipo diverso. 

## Descrizione
Esso opera sia al livello di rete sia ai livelli superiori, del modello ISO/OSI, con lo scopo principale di veicolare i pacchetti di rete all'esterno di una rete locale (LAN); il dispositivo hardware che porterà a termine questo compito è tipicamente un router. Nelle reti più semplici è presente un solo gateway che inoltra tutto il traffico diretto all'esterno verso la rete Internet. In reti più complesse in cui sono presenti parecchie subnet, ognuna di queste fa riferimento a un gateway che si occuperà di instradare il traffico dati verso le altre sottoreti o reindirizzarlo ad altri gateway.
Spesso i gateway non si limitano a fornire la funzionalità di base di routing, ma integrano altri servizi da e verso la rete locale come proxy DNS, firewall, NAT, ecc., che sono appunto servizi di strato di rete più elevato ovvero applicativo.

## Principio di funzionamento
- Un computer connesso alla rete locale confronta i primi bit dell'indirizzo di destinazione dei dati da inviare (quelli che corrispondono ai bit settati a "1" nella sua maschera di sottorete) con il network prefix (già noto) del proprio indirizzo IP.
  - se corrispondono, significa che il computer di destinazione è sulla stessa rete locale.
  - se invece non corrispondono, il computer d'origine invia i dati al gateway predefinito, il quale si occuperà del loro successivo instradamento verso la rete remota di destinazione.
  - non possono coesistere in una stessa rete due computer con lo stesso indirizzo IP (conflitto IP; il secondo arrivato disattiva la propria scheda di rete).